# Harichovce
Harichovce jsou obec na Slovensku v okrese Spišská Nová Ves, v Košickém kraji.

## Polohopis
Obec se nachází na styku Medvědích hřbetů s Levočskou kotlinou v centrální části Hornádské kotliny.

### Sousední obce
Harichovce sousedí s obcemi Danišovce, Iliašovce, Levoča, Odorín, Spišská Nová Ves

### Vodní toky
Levočský potok

## Historie

### Staré a cizí názvy obce
- 1268 Baldmar
- 1313 Baldinazi, Baltzmary
- 1317 Baldinarii, Palmar, Paldmarii
- 1328 Palmesdorf
- 1520 (villa) Palmarum
- 1628 Harykowcze
- 1786 Hárikowce
- 1920 Harikovce
- 1927 Harichovce

- Německý název: Palmsdorf
- Maďarský název: Harikóc, Pálmafalu

## Politika

### Starostové obce
- 1994 – 1998 Milan Rerko (KSU)
- 1998 – 2010 Mária Auxtová (NEKA)
- 2010 – (2014) Ing. Miloš Augustiňák (NEKA)

### Zastupitelstvo
- 1990 – 1994 – 9 poslanců
- 1994 – 1998 – 9 poslanců (4 HZDS, 3 KSU, 2 KDH)
- 1998 – 2002 – 9 poslanců (5 KDH, 3 HZDS, SNS 1)
- 2002 – 2006 – 9 poslanců (5 KDH, 3 NEKA, 2 HZDS, 1 SMĚR)
- 2006 – 2010 – 9 poslanců (2 KDH, 3 NEKA, 4 SNS, SMER)
- 2010 – 2014 – 9 poslanců (3 KDH, 3 NEKA, 1 SZ, 2 SMĚR)

### Obyvatelstvo
- Vývoj obyvatelstva od roku 1869:

| Rok sčítání | Počet obyvatel | Počet domů |
| ----------- | -------------- | ---------- |
| 1869        | 641            | -          |
| 1880        | 626            | 97         |
| 1890        | 630            | 98         |
| 1900        | 750            | 113        |
| 1910        | 677            | 118        |
| 1921        | 673            | 122        |
| 1930        | 848            | 155        |
| 1950        | 1 064          | 209        |
| 1961        | 1 401          | 276        |
| 1970        | 1 573          | 322        |
| 1980        | 1 536          | 363        |
| 1991        | 1 568          | 406        |
| 2001        | 1 679          | 413        |
| 2007        | 1 750          |            |
| 2008        | 1 812          |            |

- Složení obyvatelstva podle náboženského vyznání (2001):

|                          | Počet obyvatel | %    |
| ------------------------ | -------------- | ---- |
| Římskokatolická církev   | 1 578          | 94,0 |
| Řeckokatolická církev    | 21             | 1,3  |
| Pravoslavná církev       | 1              | 0,1  |
| Evangelická církev a. v. | 11             | 0,7  |
| Bez vyznání              | 31             | 1,8  |
| Ostatní a nezjištěno     | 37             | 2,2  |

- Složení obyvatelstva podle národnosti (2001):

|                      | Počet obyvatel | %    |
| -------------------- | -------------- | ---- |
| Slovenská            | 1 659          | 98,8 |
| Maďarská             | 1              | 0,1  |
| Ukrajinská           | 1              | 0,1  |
| Česká                | 1              | 0,1  |
| Ostatní a nezjištěno | 17             | 1,0  |

## Kultura a zajímavosti

### Památky
Katolický kostel P. Marie
Původně gotický, barokně přestavěný kolem roku 1760, kdy byla změněna jeho východní orientace a odstraněna část původního obvodového zdiva, jehož kameny leží dnes na březích potoka. Kostel je jednolodní s půlkruhově zakončeným presbytářem a s představenou třípodlažní věží. Celý prostor je zaklenutý pruskou klenbou. Na pravé straně podvěží je zazděný raně gotický portál. Na pravém klenbovém poli je nástěnná malba od Jozefa Hanuly. Barokně – klasicistní fasáda je s nárožními pilastry a terčíkovou korunní římsou na představěné věži, zastřešené pozdněbarokní laternovou kupolí. Oltáře a kazatelna jsou pseudogotické z 20. stol. Křtitelnice je dřevěná z poloviny 19. stol., volné pozdně barokní obrazy: Immaculata a Obrácení sv. Pavla apošt. Na věži je několik zvonů, největší znich o váze 1500 kg pochází ze 14. století.

### Pomníky
Padlým v druhé světové válce.

### Sport
Fotbalový klub (ŠK Harichovce).

### Pravidelné akce
Folklórní slavnosti obce.

## Hospodářství a infrastruktura

### Doprava
- Pravidelné autobusové spoje – trasa Levoča – Spišská Nová Ves
- Železniční nákladní doprava

### Farní úřad
- Římskokatolický – Filinského 42
- Duchovní správce: PhDr. ICLic. Dušan Pardál (* 1974)

### Školství
- Mateřská škola – Staničná 20
- Základní škola – Levočská 53

## Známé osobnosti
- Július Hudáček – brankář HC Pardubice
- Libor Hudáček – útočník HC Slovan Bratislava